# Forvo

ロゴタイプ

Forvoは、世界のあらゆる言語の単語の発音を収録する国際的ウェブサイトで、数百万の単語の発音を原語で聞ける、世界最大の発音ガイドである。本サイトでは、30数か国の主な言語に対応しており閲覧することができる。

## 歴史[1]（引用）
Forvoは、ユーザーが母語の発音を共有しつつ、母語話者の発音を聞けるプラットフォームを創り上げ、文化を超えたコミュニケーションを発展させることを目的として、2008年に設立された。現在、Forvoは世界最大のオンライン発音辞書であり、390の言語で600万以上の単語が登録されている。コンテンツは全て母語話者によって発音・保守されている。
Forvoは年間1億1000万以上のアクセスがあり、80万人以上の登録ユーザによるまさに本物の発音によって、信頼できる発音辞書としての役割を担っている。2013年にはタイム誌の「ベストウェブサイト50」の1つとして選ばれた。

## 概要
アカウントにログインしたユーザーが世界中の言語の中にある単語やフレーズを追加し、別のユーザーまたは単語登録者自身が発音を録音し、すべてのアクセスした者がそれを再生できるサイト。同じ言語の同じ単語に対して異なるユーザーによる複数の発音の録音も可能。FacebookやTwitterとも連携しており、ユーザーは「いいね!」などのリアクションを投稿することができる。
上記のように登録ユーザーが追加した音声によっては同じ言語内でも言語学上の方言や訛りなどが見られ、多様な登録者ユーザーの地域環境を「アクセントと言語の地図」上でアイコン表示をクリックすることでの発音の確認も行うことが可能。そのため必ずしも正しい発音とは限らない。

## 競合サービス
Forvoの代わりにフリーでオープンソースのLingua Libreが存在する。Lingua Libreは急速に成長しており、2021年11月の時点で609.000以上の録音が登録されている。Lingua Libreでは、個人や企業がすべての発音を自由にダウンロードすることが可能である。語学学習者はLingua Libreから音声をダウンロードして、GoldenDictで「発音辞書」として使える。それに比べて、ForvoはGoldenDictで使うことができるが、高価なAPIキーを支払う必要がある。